# 巴倫西亞縣 (洛斯里奧斯省)
巴倫西亞縣（西班牙語：Cantón Valencia），是厄瓜多爾的縣份，位於該國中西部，由洛斯里奧斯省負責管轄，面積987平方公里，海拔高度60米，2010年人口32,870，人口密度每平方公里68人。
0°57′S 79°21′W / 0.950°S 79.350°W